# Rosa en el Puño
La Rosa en el Puño (Rosa nel Pugno) (RnP) fue una coalición de partidos italiana formada por Radicales Italianos de Marco Pannella y Emma Bonino y Socialistas Demócratas Italianos (SDI) de Enrico Boselli y Roberto Villetti e independientes de la Asociación por la Rosa en el Puño.
RnP fue parte de la coalición de centro-izquierda L'Unione y fue uno de los principales partidarios italianos del matrimonio gay, el aborto y la eutanasia.

## Historia

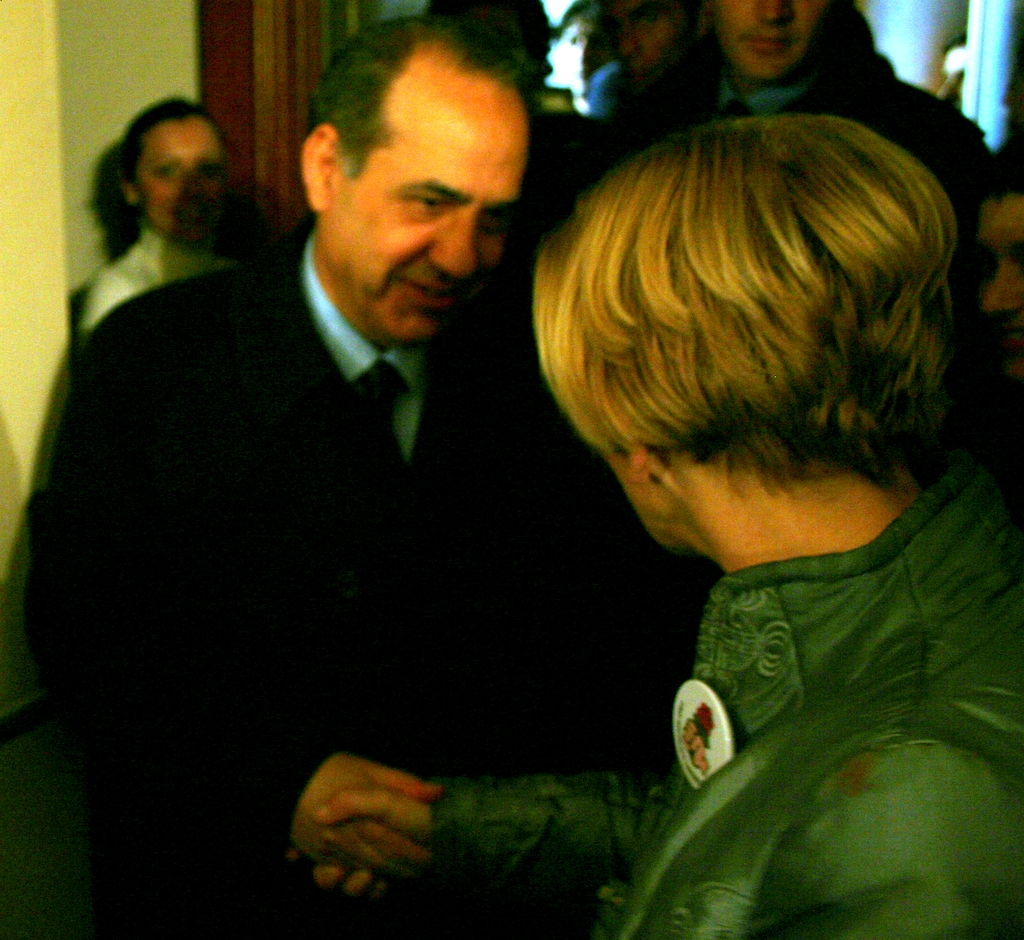
Beppe Pisanu, exministro del gobierno italiano para la coalición de centro-derecha (Forza Italia / Popolo delle Libertà), se reunió con Emma Bonino, la líder radical de "Rosa Nel Pugno" (coalición de centro-izquierda), ex comisaria de la UE y ministra.2006.

La federación se constituyó en septiembre de 2005, durante una convención celebrada en Fiuggi, inspirándose en los principios políticos de José Luis Rodríguez Zapatero (excluyendo su política exterior, donde los radicales tienen una postura proamericana), Tony Blair y Loris Fortuna. En noviembre fue presentada oficialmente.
El componente radical de la alianza generó ciertos roces con los componentes más católicos de L'Unione, como Democracia es Libertad-La Margarita y Populares UDEUR. La facción socialista se componía sobre todo de exmiembros del Partido Socialista Italiano. También estaba el llamado "tercer componente", compuesta principalmente por exmiembros de Demócratas de Izquierda, como Lanfranco Turci, Salvatore Buglio y Biagio De Giovanni, reunidos en la Asociación por la Rosa en el Puño.
De cara a las elecciones generales de 2006 la federación obtuvo un 2,6% de los votos, y 18 escaños (9 para SDI, 7 para los radicales y 2 independientes) en la Cámara de Diputados y ningún senador. El resultado fue peor del esperado, pues en las elecciones generales de 2001 y en las elecciones al Parlamento Europeo de 2004 los radicales en solitario habían obtenido un 2,3%, mientras que SDI rondó el 2,5% en las elecciones regionales.
En el Gobierno de Romano Prodi salido de las elecciones generales de 2006 la RnP estuvo representada por la radical Emma Bonino como Ministra de Asuntos Europeos y Comercio Internacional.
La coalición desapareció tras la integración de Socialistas Demócratas Italianos y la Asociación por la Rosa en el Puño en el moderno Partido Socialista Italiano en octubre de 2007.
- Datos: Q1531739
- Multimedia: Rosa nel Pugno / Q1531739